# Rue des Ponts (Nancy)
Pour les articles homonymes, voir Rue des Ponts.
La rue des Ponts est une voie située au sein de la commune de Nancy, dans le département de Meurthe-et-Moselle, en région Lorraine.

## Situation et accès

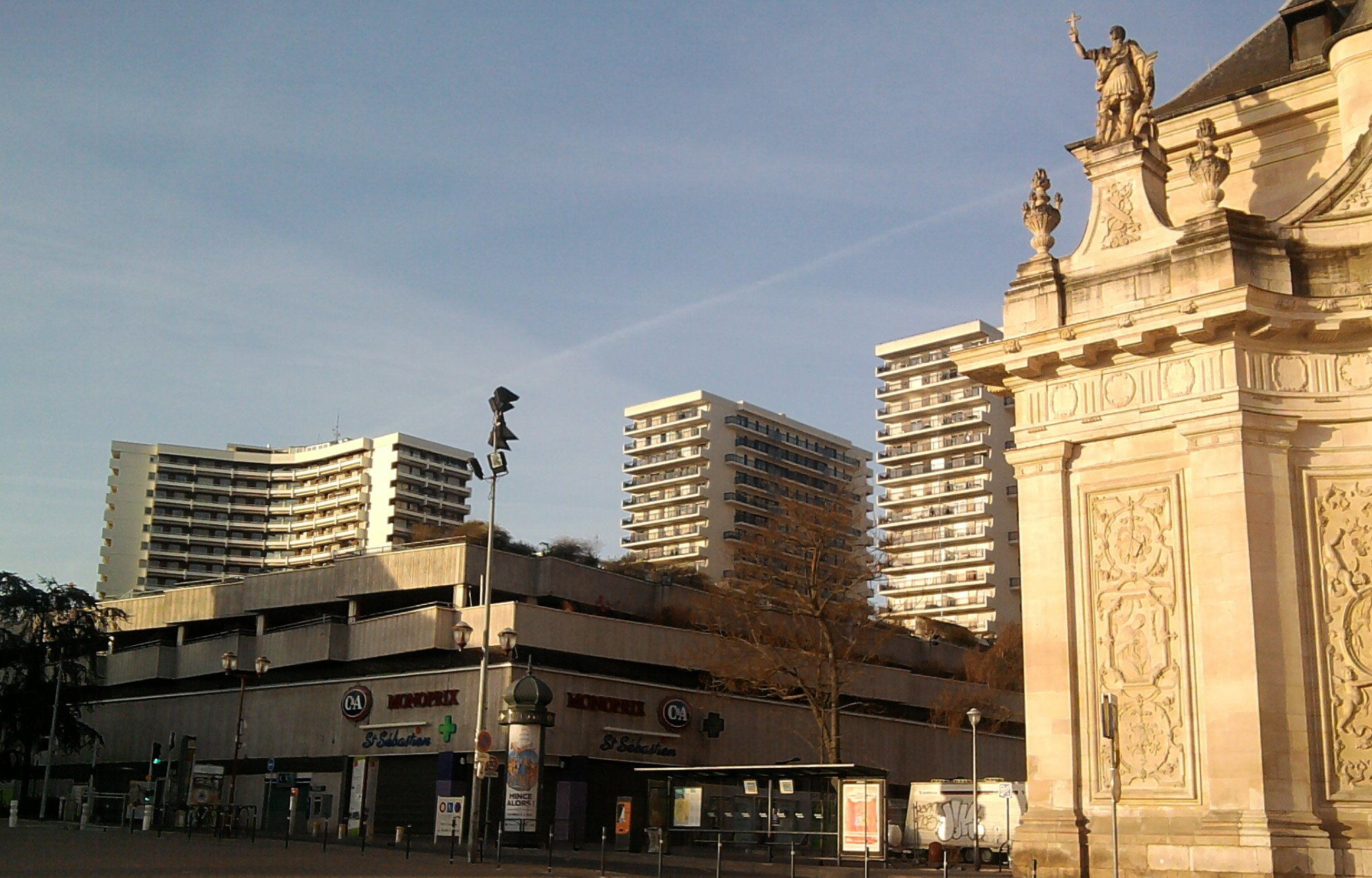
Entrée du Centre Commercial de Saint-Sébastien, proche de l'Eglise du même nom

La rue des Ponts se situe au sein de la Ville-neuve, parallèlement à la rue des Quatre-Églises. La voie appartient administrativement au quartier Charles III - Centre Ville.
Voie d'une direction générale nord-sud, la rue des Ponts relie la rue Saint-Jean, au nord, à la rue Charles III. Une grande partie du côté occidental de la voie est occupée par le centre commercial Saint Sébastien.
L'extrémité septentrionale de la rue des Ponts, près de la rue Saint-Jean, est desservie par la ligne 1 du tramway du réseau STAN, via la station « Point Central ».

## Origine du nom
Ce vocable a été donné à cette longue rue de la Ville-Neuve, en souvenir d'anciens petits ponts, depuis longtemps
disparus, jetés sur le ruisseau Saint-Thiébaut, qui coulait à ciel ouvert au bas de la rue, entre la rue Saint-Jean et la place Mengin.

## Historique
Après avoir porté le nom de « rue des Petits-Ponts », « rue de la Visitation », « rue des Augustins », « rue Saint-Sébastien », « rue des Bénédictins », « rue du Jeu de Paume » en 1791, puis « rue des Augustins » en 1814, elle s'appelle « rue des Ponts » depuis 1839.

## Bâtiments remarquables et lieux de mémoire

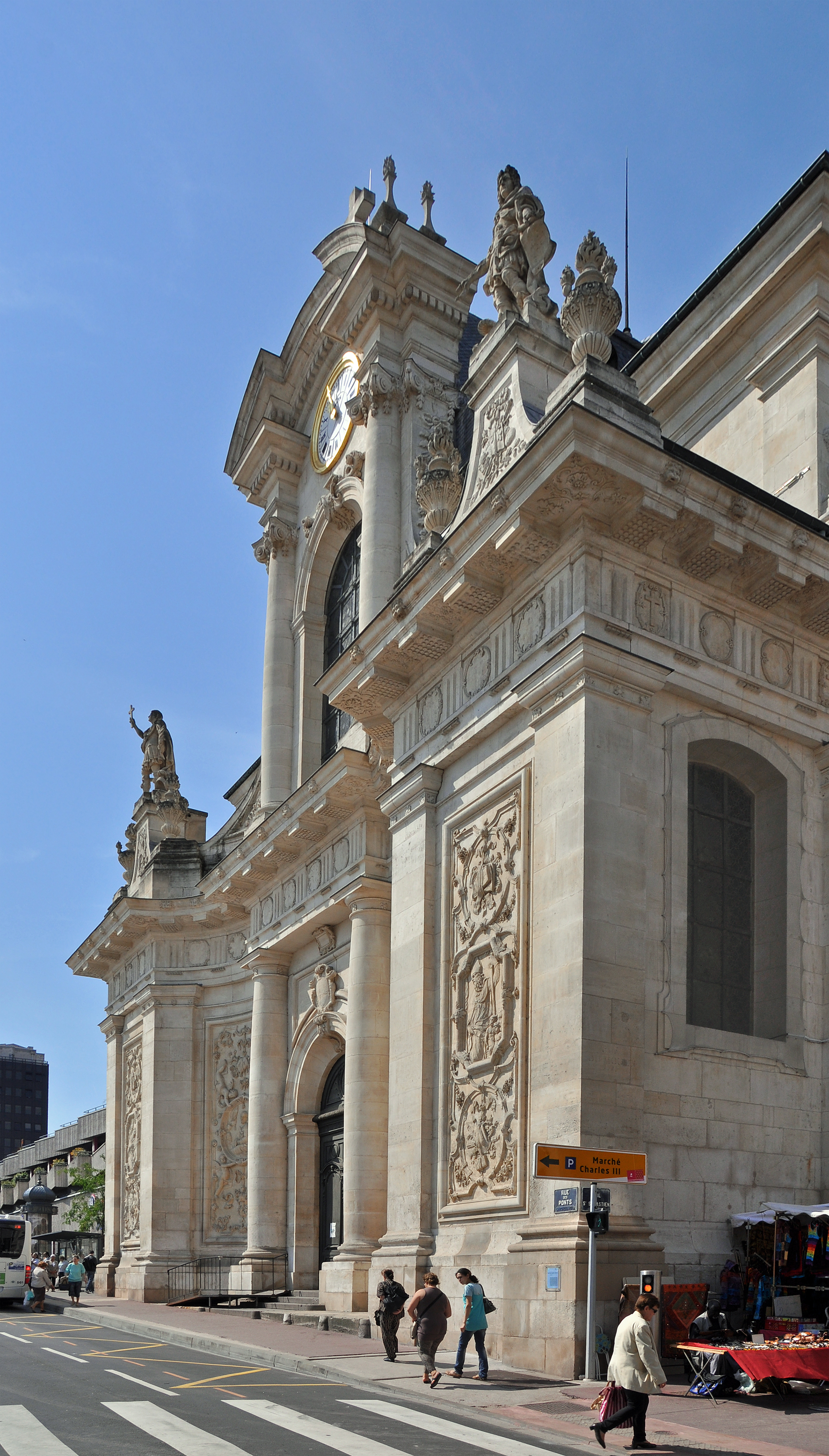
L'église st-Sébastien avec sa façade sur la rue,
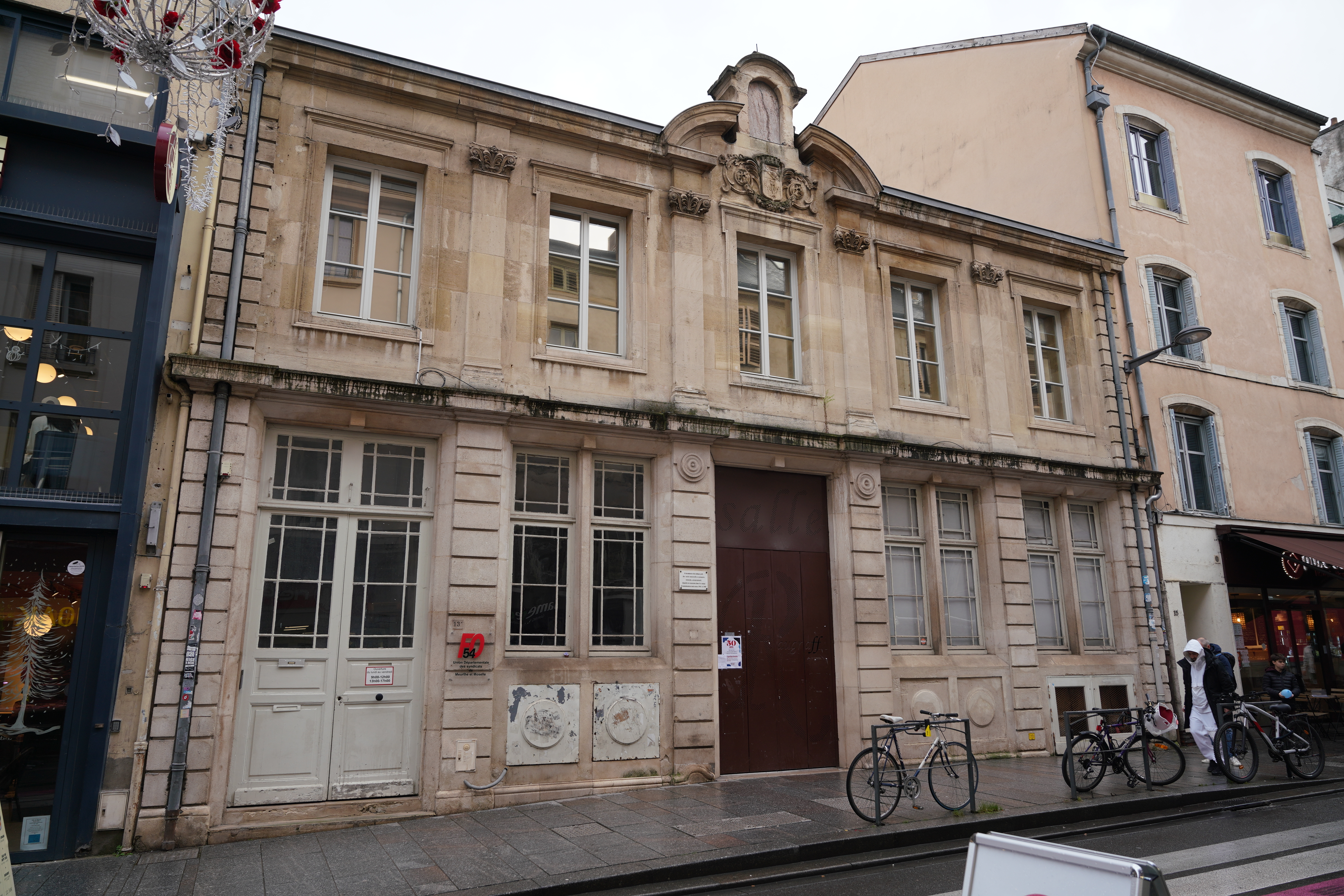
Salle Raugraff au n°13.
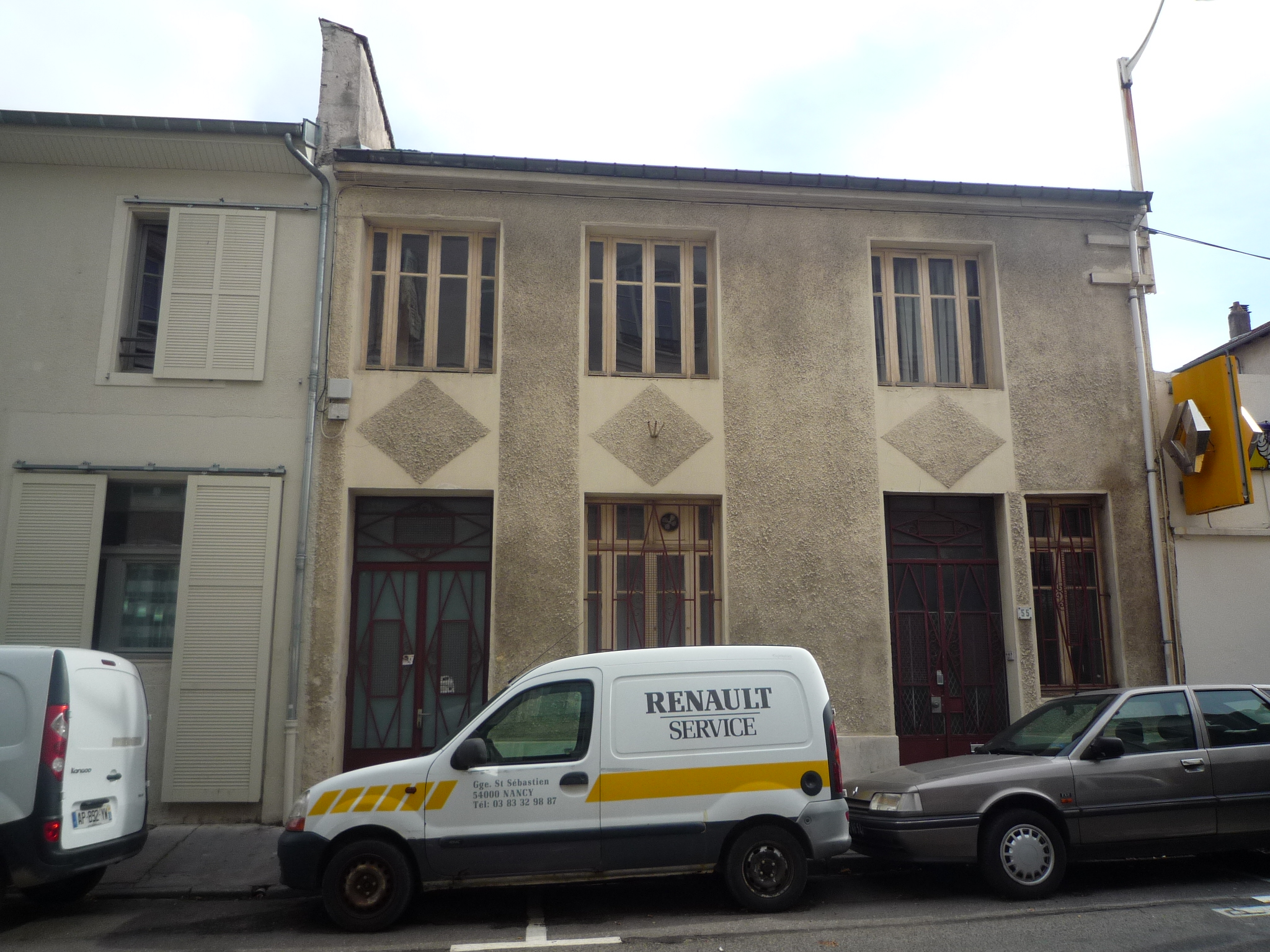
Le 55.

- no 45 : Immeuble dont la porte d'entrée avec vantail en menuiserie et imposte en fer forgé est inscrite par arrêté du 27 février 1946 au titre des monuments historiques[2].
- no 55 : Immeuble dont la peinture murale de Mané-Katz représentant trois musiciens est inscrite au titre des monuments historiques par arrêté du 1er septembre 2005[3]. Au sein du bâtiment se trouvait au début du XXe siècle un oratoire juif polonais non consistorial. Les lieux abritent désormais l'association culturelle juive de Nancy.